# Capella de Sant Martí d'Aravó
La Capella de Sant Martí d'Aravó és una obra de Guils de Cerdanya (Baixa Cerdanya) protegida com a Bé Cultural d'Interès Local.

## Descripció
Petita capella moderna d'una sola nau, configurada amb caràcter popular, amb portal i finestra adovellats d'arc de mig punt i petit campanar d'espadanya, amb un buit per una campana, coronat amb panell i una creu de forja. Està bastida amb maçoneria, carreus d'angle i coberta amb llicorella.
L'ermita està adossada a una construcció transversal.